# Giro di Romandia 1999
Il Giro di Romandia 1999, cinquantatreesima edizione della corsa, si svolse dal 4 al 9 maggio su un percorso di 764 km ripartiti in 6 tappe e un cronoprologo, con partenza a Bernex e arrivo a Ginevra. Fu vinto dal francese Laurent Jalabert della ONCE-Deutsche Bank davanti allo svizzero Beat Zberg e all'italiano Wladimir Belli.

## Tappe
| Tappa  | Data     | Percorso                            | km    | Vincitore di tappa | Leader cl. generale |
| ------ | -------- | ----------------------------------- | ----- | ------------------ | ------------------- |
| Prol.  | 4 maggio | Bernex > Bernex (cron. individuale) | 4,9   | Laurent Jalabert   | Laurent Jalabert    |
| 1ª     | 5 maggio | Ginevra > Fleurier                  | 165,4 | Giuliano Figueras  | Giuliano Figueras   |
| 2ª     | 6 maggio | Fleurier > Gruyères                 | 171,3 | Laurent Jalabert   | Laurent Jalabert    |
| 3ª     | 7 maggio | Moudon > Moudon                     | 66,6  | Jeroen Blijlevens  | Laurent Jalabert    |
| 4ª     | 7 maggio | Moudon > Moudon (cron. individuale) | 18,5  | Laurent Jalabert   | Laurent Jalabert    |
| 5ª     | 8 maggio | Moudon > Veysonnaz                  | 156,8 | Óscar Sevilla      | Laurent Jalabert    |
| 6ª     | 9 maggio | Sion > Ginevra                      | 182,2 | Mario Cipollini    | Laurent Jalabert    |
| Totale | Totale   | Totale                              | 764   |                    |                     |

## Dettagli delle tappe

### Prologo
- 4 maggio: Bernex > Bernex (cron. individuale) – 4,9 km

| Pos. | Corridore          | Squadra | Tempo |
| ---- | ------------------ | ------- | ----- |
| 1    | Laurent Jalabert   | ONCE    | 5'44" |
| 2    | Roberto Petito     | Saeco   | a 3"  |
| 3    | Gabriele Missaglia | Lampre  | a 6"  |

| Pos. | Corridore          | Squadra | Tempo |
| ---- | ------------------ | ------- | ----- |
| 1    | Laurent Jalabert   | ONCE    | 5'44" |
| 2    | Roberto Petito     | Saeco   | a 3"  |
| 3    | Gabriele Missaglia | Lampre  | a 6"  |

### 1ª tappa
- 5 maggio: Ginevra > Fleurier – 165,4 km

| Pos. | Corridore          | Squadra  | Tempo    |
| ---- | ------------------ | -------- | -------- |
| 1    | Giuliano Figueras  | Mapei    | 4h18'18" |
| 2    | Niki Aebersold     | Rabobank | s.t.     |
| 3    | Gabriele Missaglia | Lampre   | s.t.     |

| Pos. | Corridore         | Squadra  | Tempo    |
| ---- | ----------------- | -------- | -------- |
| 1    | Giuliano Figueras | Mapei    | 4h24'03" |
| 2    | Niki Aebersold    | Rabobank | a 6"     |
| 3    | Paolo Savoldelli  | Saeco    | a 11"    |

### 2ª tappa
- 6 maggio: Fleurier > Gruyères – 171,3 km

| Pos. | Corridore        | Squadra  | Tempo    |
| ---- | ---------------- | -------- | -------- |
| 1    | Laurent Jalabert | ONCE     | 4h29'30" |
| 2    | Leonardo Piepoli | Banesto  | a 9"     |
| 3    | Beat Zberg       | Rabobank | a 21"    |

| Pos. | Corridore          | Squadra | Tempo    |
| ---- | ------------------ | ------- | -------- |
| 1    | Laurent Jalabert   | ONCE    | 8h53'55" |
| 2    | Gabriele Missaglia | Lampre  | a 4"     |
| 3    | Paolo Savoldelli   | Saeco   | a 10"    |

### 3ª tappa
- 7 maggio: Moudon > Moudon – 66,6 km

| Pos. | Corridore         | Squadra | Tempo    |
| ---- | ----------------- | ------- | -------- |
| 1    | Jeroen Blijlevens | TVM     | 1h29'01" |
| 2    | Mario Cipollini   | Saeco   | s.t.     |
| 3    | Ján Svorada       | Lampre  | s.t.     |

| Pos. | Corridore          | Squadra | Tempo     |
| ---- | ------------------ | ------- | --------- |
| 1    | Laurent Jalabert   | ONCE    | 10h23'01" |
| 2    | Gabriele Missaglia | Lampre  | a 4"      |
| 3    | Paolo Savoldelli   | Saeco   | a 5"      |

### 4ª tappa
- 7 maggio: Moudon > Moudon (cron. individuale) – 18,5 km

| Pos. | Corridore        | Squadra       | Tempo  |
| ---- | ---------------- | ------------- | ------ |
| 1    | Laurent Jalabert | ONCE          | 23'51" |
| 2    | Beat Zberg       | Rabobank      | a 1"   |
| 3    | Wladimir Belli   | Festina-Lotus | a 37"  |

| Pos. | Corridore        | Squadra       | Tempo     |
| ---- | ---------------- | ------------- | --------- |
| 1    | Laurent Jalabert | ONCE          | 10h46'52" |
| 2    | Beat Zberg       | Rabobank      | a 38"     |
| 3    | Wladimir Belli   | Festina-Lotus | a 55"     |

### 5ª tappa
- 8 maggio: Moudon > Veysonnaz – 156,8 km

| Pos. | Corridore        | Squadra | Tempo    |
| ---- | ---------------- | ------- | -------- |
| 1    | Óscar Sevilla    | Kelme   | 4h14'34" |
| 2    | Laurent Jalabert | ONCE    | a 9"     |
| 3    | Oscar Camenzind  | Lampre  | s.t.     |

| Pos. | Corridore        | Squadra       | Tempo     |
| ---- | ---------------- | ------------- | --------- |
| 1    | Laurent Jalabert | ONCE          | 15h01'29" |
| 2    | Beat Zberg       | Rabobank      | a 44"     |
| 3    | Wladimir Belli   | Festina-Lotus | a 1'09"   |

### 6ª tappa
- 9 maggio: Sion > Ginevra – 182,2 km

| Pos. | Corridore         | Squadra | Tempo    |
| ---- | ----------------- | ------- | -------- |
| 1    | Mario Cipollini   | Saeco   | 4h22'02" |
| 2    | Jeroen Blijlevens | TVM     | s.t.     |
| 3    | Ángel Edo         | Kelme   | s.t.     |

| Pos. | Corridore        | Squadra       | Tempo     |
| ---- | ---------------- | ------------- | --------- |
| 1    | Laurent Jalabert | ONCE          | 19h23'31" |
| 2    | Beat Zberg       | Rabobank      | a 44"     |
| 3    | Wladimir Belli   | Festina-Lotus | a 1'09"   |

## Classifiche finali

### Classifica generale
| Pos. | Corridore          | Squadra               | Tempo     |
| ---- | ------------------ | --------------------- | --------- |
| 1    | Laurent Jalabert   | ONCE-Deutsche Bank    | 19h23'31" |
| 2    | Beat Zberg         | Rabobank              | a 44"     |
| 3    | Wladimir Belli     | Festina-Lotus         | a 1'09"   |
| 4    | Paolo Savoldelli   | Saeco                 | a 1'20"   |
| 5    | Oscar Camenzind    | Lampre-Daikin-Colnago | a 1'50"   |
| 6    | Andrea Noè         | Mapei-Quick Step      | a 1'59"   |
| 7    | Óscar Sevilla      | Kelme                 | a 2'01"   |
| 8    | Leonardo Piepoli   | Banesto               | a 2'34"   |
| 9    | Markus Zberg       | Rabobank              | a 3'48"   |
| 10   | Gabriele Missaglia | Lampre-Daikin-Colnago | a 4'03"   |